# ファーイースト・アミューズメント・リサーチ
ファーイースト・アミューズメント・リサーチは、鈴吹太郎こと中島純一郎が中心になって1993年に設立されたゲーム制作会社。主にテーブルトークRPG (TRPG) を制作・サポートする。一般に略称のF.E.A.R.（フィアー）で呼ばれる。

## 概要
創立時のメンバーは、鈴吹太郎（中島純一郎）、菊池たけし、山本剛、伏見健二、健部伸明、山北篤、高平鳴海、藤浪智之（わきあかつぐみ）、細江ひろみを含む十人。元怪兵隊メンバーのほか、ツクダホビーやホビージャパンなどから作品を発表済みのフリーの東京在住クリエイターらが懇意となり、合同する形式での設立であった。
社名に含まれている「ファーイースト」とは「極東」を意味するが、鈴吹によれば「日本発」と「最先端」の意味を込めているという。

### ゲーム・フィールド
ゲーム・フィールドは1996年に設立されたF.E.A.R.の製品販売部門である。会誌「ゲーマーズ・フィールド」の発行やF.E.A.R.が制作したTRPGのサプリメント出版などを行っている。法人としては独立していて「有限会社ゲーム・フィールド」が正式名称。社長はF.E.A.R.と同じく中島純一郎が務める。
鈴吹太郎（中島）によると、「テーブルトークRPG冬の時代」において、製作側がいくらがんばっても出版側がゲームを出させてくれないという状況に対抗するために設立したという。
ゲーム・フィールドはF.E.A.R.の責任において好きな製品を作ることができるが、流通面が玩具系流通にほぼ限定される。F.E.A.R.はエンターブレインや富士見書房などの大手出版社から出すゲームと、ゲーム・フィールドから出すゲームとで販売戦略を明確に分けており、基本ルールブックやリプレイなどは大手出版社から出し、そのタイトルのサプリメントはゲーム・フィールドから出すという方法を取ることが多い。

## スタッフ
設立メンバーのうち鈴吹と菊池以外はその後退社したが、『メタルヘッド』の新版や『ナイトウィザード』PS2ゲーム版のシナリオ、『ダブルクロス』のゲームマスター兼リプレイライターの仕事などで、高平、山北、細江、藤浪らとはつながりを保持している。
現在の社員デザイナー・ライターとして、鈴吹、菊池のほかに遠藤卓司、久保田悠羅を擁する。
また、社外協力者としてフリーのライター・イラストレーターを積極的に起用しており、イラストレーターであるとともにデザイナーとして『アルシャード』などを手がける井上純弌、多くのリプレイに参加しシナリオの執筆やデータ制作も行っている田中天、『異界戦記カオスフレア』をデザインした小太刀右京・三輪清宗、『セブン＝フォートレス』や『アリアンロッドRPG』のサプリメントやリプレイに挿絵を提供している四季童子、『ダブルクロス』をデザインした矢野俊策（元F.E.A.R.社員）などが知られている。

## 作品
鈴吹太郎自身の作品である『トーキョーN◎VA』（1993年）を初め、『セブン＝フォートレス』（1996年）、『ダブルクロス』（2001年）、『ナイトウィザード』（2002年）、『アルシャード』（2002年）、『アリアンロッドRPG』（2004年）などが代表作である。
F.E.A.R.のTRPGシステムは、プレイヤー・キャラクター個人の活躍にスポットを当てやすいシーン制の活用や、ルールの解釈範囲を限定しリソース管理ゲームとしての方向性を深化した戦闘システムなどが特徴である。流行のマンガやアニメ、小説などのガジェットを貪欲に取り込んで行く姿勢とあいまって、キャラクター重視のスタイルを生んでいる。また、ゲーム・フィールドが自ら編集・出版を手がけることが多いため、可読性や参照性に配慮した独自のレイアウトやデータの書式を採用している。
過去には、汎用TRPG『マギウス』のシリーズとして、アニメ作品のTRPG化を手がけたこともあるが、ほとんどが現在F.E.A.R.で活躍するメインデザイナーの作品ではないため、近年の作品との直接的なつながりは薄い。現行作品としては、「スタンダードRPGシステム」(2006年-)による『風の聖痕』『神曲奏界ポリフォニカ』『まじしゃんず・あかでみい』『世界樹の迷宮』などのアニメ・ゲームを原作とするTRPGも製作している。

### 多メディア展開
F.E.A.R.の作品は、自社刊行の隔月刊誌『ゲーマーズ・フィールド』のほか、新紀元社/アークライトの月刊誌『Role&Roll』を中心にサポートされる。それ以外にも過去には『月刊ドラゴンマガジン』『マジキュー』『アニコレドラゴン』『E-LOGIN』といった多ジャンルの雑誌に展開を図っており、特に「きくたけ」こと菊池たけしの作品は、リプレイと「美少女」を中心に据えて、既存のテーブルトークRPGには馴染みがない（比較的若年の）読者層の開拓を図っている。
2007年10月には同社の作品を原作とするテレビアニメ『ナイトウィザード The ANIMATION』が放送された。
このほか『エンゼルギア』『ナイトウィザード』に関連するコンピューターゲームとしてRUNEより『ANGEL-CORE』（未完）、『ナイトウィザード 魔法大戦 〜The Peace Plan to Save the World〜』（2004年）、5pbよりアニメ版『ナイトウィザード』を原作としたPlayStation 2版『ナイトウィザード The VIDEO GAME 〜Denial of the World〜』（2008年）が発売されている。

### ふぃあ通
2005年11月より、公式サイト上で月1回更新のウェブラジオ『ふぃあ通』を配信している。これは「ナイトウィザード」プロモーション目的で設けられていた『ナイトウィザード通信』の後を受けたもので、メインパーソナリティは声優の小暮英麻（2011年9月現在）。内容は、F.E.A.R.に関わりのあるゲストとのトーク、F.E.A.R.作品のミニドラマ、新刊紹介やCMなどである。最新情報が、『ゲーマーズ・フィールド』誌などの雑誌媒体に先んじて、ラジオ内で公開されることもある。

## 所属メンバー
- 鈴吹太郎（代表取締役社長）
- 菊池たけし（取締役副社長）
- 久保田悠羅（開発部長・総務部長）
- たのあきら（制作部長・営業部長）
- 田中信二
- 遠藤卓司
- 藤村まどか
- 大畑顕
- 丹藤武敏
- 関幸雄
- 伊藤和幸
- 石田ヒロユキ
- 齋藤幸一
- 緑谷明澄
- 佐藤たかひろ

### 社外協力者

#### デザイナー・ライター
- 銅大
- 稲葉義明
- 井上純弌（イラストレーターを兼ねる）
- 小太刀右京
- 加納正顕
- 佐藤俊之
- 重信康
- 司馬炳介
- 関根博寿
- 田中岳人
- 田中天
- 中村やにお
- 平野和盛
- 藤井忍
- 三輪清宗
- 山村直明

#### イラストレーター
- 安達洋介
- いろは楓
- 金澤尚子
- 片桐いくみ
- 四季童子
- しのとうこ
- すがのたすく（『モノトーンミュージアムRPG』のデザインもした）
- ツジヤスノリ
- 猫猫猫
- ぽぽるちゃ
- みかきみかこ
- 三上義衛
- ヤトアキラ

### 関連クリエイター・声優・編集者
- 大竹みゆ（声優）
- 小暮英麻（声優）
- 小島めぐみ（声優）
- 榊一郎（小説家。自作品のいくつかがゲーム化されている）
- 妹尾絵美（富士見書房社員。『ダブルクロス The 3rd Editon』基本ルールブック編集担当。『アリアンロッド・リプレイ・レジェンド』でプレイヤー参加歴あり）
- 三田誠（小説家）
- 師走トオル（小説家）
- 藤咲あゆな（脚本家）
- 細野君郎（富士見書房社員。『アリアンロッドRPG 2E』基本ルールブック編集担当。入社前に『ダブルクロス The 2nd Editon』『ナイトウィザード The 2nd Editon』リプレイでプレイヤー参加のほか、『ゲーマーズ・フィールド』でサポート記事を執筆）
- 矢薙直樹（声優）
- 吉村清子（脚本家）
- 力丸乃りこ（声優）
- 若林直美（声優）

### 過去の所属メンバー
- 山北篤（退社後も『ナイトウィザード』PS2版で協力）
- 伏見健二（退社後、介護福祉士への転身およびグランペール代表）
- 健部伸明
- 高平鳴海（退社後も『メタルヘッド』シリーズで協力）
- 藤浪智之
- 細江ひろみ
- 山本剛
- 李重燁（イ・ジュンヨプ）（退社後も『アリアンロッドRPG 2E』『モノトーンミュージアムRPG』で協力）
- 小浜智
- 矢野俊策（退社後も『ダブルクロス』やリプレイで協力）
- 佐々木あかね（退社後もイラストやキャラクターデザインで協力）

## 作品一覧（五十音順）

### 現在サポートされている作品
- アリアンロッドRPG 2E
- アルシャードセイヴァーRPG
- 異界戦記カオスフレア(『The 2nd Chapter』)
- 異能使い(『第弐式』)
- エンゼルギア(『The 2nd Edition』)
- ガンメタル・ブレイズ
- 風の聖痕RPG
- 神曲奏界ポリフォニカRPG
- スターレジェンド
- サイキックハーツRPG
- セブン＝フォートレス メビウス
- 世界樹の迷宮SRS
- ダブルクロス(『The 3rd Edition』)
- 天下繚乱RPG
- 天羅WAR
- トーキョーN◎VA(『THE AXLERATION』)
- トリニティ×ヴィーナスSRS
- ドラゴンアームズ改 バハムートライジング
- ナイトウィザード(『The 3rd Edition』)
- ビーストバインド トリニティ
- ブレイド・オブ・アルカナ
- マージナルヒーローズ
- まじしゃんず・あかでみいRPG
- メタルヘッドエクストリーム
- メタリックガーディアンRPG
- モノトーンミュージアムRPG
- ラストレクイエム

### 過去の作品
- エルジェネシス
- 三國志演技
- ギア・アンティーク
- 新星界スターロード
- トレイダーズ!
- ニルヴァーナ
- パワープレイプログレス
- ブルーフォレスト物語
- マギウスシリーズ
  - 機動戦艦ナデシコ―ときめき『キッス』は誰のもの!?
  - ゲットレディ、GO!―それゆけ!宇宙戦艦ヤマモト・ヨーコRPG
  - サイレントメビウスRPG
  - でかマギ スレイヤーズ!
  - 天地無用! in LOVE RPG
  - MAZE☆爆熱時空RPG

#### 新版移行によりサポートが終了した作品
- アリアンロッドRPG
- アルシャード（第一版、ff、ガイア）
- 異界戦記カオスフレア（第一版）
- 異能使い（第一版）
- エンゼルギア（第一版）
- セブン＝フォートレス（『セブン＝フォートレス V3』以前）
- ダブルクロス（『The 2nd Edition』以前）
- テラ:ザ・ガンスリンガー
- 天羅万象・零
- トーキョーN◎VA（『The Detonation』以前）
- ドラゴンアームズ バハムートハウリング
- ナイトウィザード（『The 2nd Edition』以前）
- BEAST BIND NEW TESTAMENT 新約・魔獣の絆
- メタルヘッド・マキシマム